# Amigos dos Amigos
Los Amigos dos Amigos (ADA, Amigos de los Amigos) es una organización criminal que opera en la ciudad brasileña de Río de Janeiro. El proyecto se inició en 1998 cuando un miembro del Comando Vermelho fue expulsado de la organización por haber ordenado el asesinato de otro miembro. Los principales rivales de la pandilla son el Comando Vermelho y el Terceiro Comando Puro. ADA controla muchos puntos de venta de drogas en las zonas norte y oeste de la ciudad.
El ADA controla actualmente Rocinha, la mayor favela de Río de Janeiro, junto con muchas otras más pequeñas. Con el asesinato de la líder de la banda Bem-Te-Vi en 2005 por la policía, hubo una nueva oleada de violencia cuando las pandillas lucharon por el control de las favelas controladas anteriormente por la ADA.